# Sébastien Petit
Pas d'image ? Cliquez ici

a Compétitions nationales et continentales officielles uniquement.

Dernière mise à jour le 19 novembre 2017.
Sébastien Petit, né le 15 juillet 1978 à Courbevoie, est un joueur et entraîneur de rugby à XV français. Il évoluait au poste de pilier avant de devenir entraîneur. Il est actuellement l'entraîneur des avants du SO Millau.

## Biographie

### Carrière de joueur
Sébastien Petit est natif de Courbevoie dans les Hauts-de-Seine, club avec lequel il débute au rugby en minimes au milieu des années «80», puis il part aux cadets du Racing-Club de France. En 1999 à l'âge de 21 ans, il débarque au RC Narbonne. Au départ, il joue surtout en espoirs, à cette époque,on appelait cette catégorie la nationale B. De temps en temps, on le voit apparaître en équipe I, il fait quelques matchs, c'est là qu'il fait ses premières armes au haut niveau en Top 16 lors de la saison 2001-2002. Après trois saisons, il rejoint Grenoble où il ne reste qu'une saison avant de rejoindre le Montpellier HR. 
Il reste six saisons dans le club de l'Hérault où il joue à plusieurs reprises en challenge européen et accède aux quarts de finale lors de la saison 2010-2011. Cette même saison, le club finit vice-champion de France en perdant en finale face au Stade toulousain (10-15).
Après un bref passage d'une pige au LOU, Petit revient dans son club formateur du RC Narbonne pour la saison 2012-2013 alors que le club de l'Aude est en Pro D2. La saison suivante, son club accède aux barrages d'accession au Top 14 mais son club s'incline en demi-finale face l'US Agen. Lors de ce match, Petit reçoit un carton rouge, accusé par l'arbitre M. Lafon d'avoir proféré des insultes et des menaces contre un de ses assistants, lors du retour aux vestiaires. Il sera suspendu 9 semaines à partir du début de saison suivante. La saison 2014-2015, le club vit une saison difficile et se maintient lors des toutes dernières journée. Après le match du maintien, Petit annonce sa retraite. 

### Carrière d'entraîneur
Sébastien Petit devient entraîneur adjoint de l'équipe espoir du RC Narbonne lors de la saison 2014-2015 alors qu'il passera ces diplômes d’entraîneur lors de cette même saison. En novembre 2017, il est nommé entraîneur des avants du RC Narbonne auprès de Steve Kefu, entraîneur principal.

## Carrière

### Joueur
- 2001-2004 : RC Narbonne
- 2004-2005 : FC Grenoble
- 2005-2011 : Montpellier Hérault rugby
- 2011-2012 : Lyon OU
- 2012-2015 : RC Narbonne

### Entraîneur
- 2015-2017 : RC Narbonne espoirs (adjoint)
- Novembre 2017-2018 : RC Narbonne (avants)
- Depuis 2019 : SO Millau (avants)